# La Maison du soleil
La Maison du soleil  (たいようのいえ, Taiyō no Ie') est une série de shōjo mangas tranche de vie romantique écrite et dessinée par Taamo. Le manga est prépublie entre mai 2010 et janvier 2015 dans le magazine Dessert de l'éditeur Kodansha. Le premier volume est sorti le 13 septembre 2010 et le treizième et dernier volume est sorti le 24 juin 2015. Il a gagné le 38e Prix du manga Kōdansha du meilleur shōjo en 2014. L'histoire tourne autour de la vie et des difficultés de Mao Motomiya et des Nakamuras. La série a reçu une adaptation en drama CD avec les éditions limités des volumes 5 et 6. Le manga est publié par Pika Édition en version française depuis janvier 2017.

## Synopsis
Depuis toute petite, Mao passait son temps chez les Nakamura. La vie y était joyeuse et insouciante, ce bonheur complétait le vide créé par l'absence de sa mère qui trompait son père, partie avec un autre homme, et celle de son père, un travailleur acharné. Plusieurs années ont passé, le père de Maho s'est remarié et a construit une nouvelle famille dont la jeune fille se sent étrangère.Hiro, l'aîné de la famille, vit seul depuis le décès de ses parents et le départ de ses frères. Il propose alors à Mao d’emménager chez lui...

## Personnages

### Personnages principaux
Mao Motomiya (本宮 真魚, Motomiya Mao)
Voix japonaise : Aoi Yūki (CD Drama)
Le personnage principal féminin. Une lycéenne de 17 ans qui est décrite comme étant timide et morne mais elle a un grand cœur et un côté drôle. Durant son enfance, ses parents travaillaient tard donc elle finissait souvent à jouer chez la famille Nakamura. Elle vit avec son père qui est remarié mais elle ne se sent pas aimé chez elle donc, après avoir rencontré Hiro après des années sans se voir, elle décide de commencer à vivre avec lui. Elle écrit un roman de téléphone portable intitulé « Taiyō no Ie » (maison du soleil) sous le nom de « Kuukai ». Pour devenir indépendante, elle travaille avec Daiki dans un café à thème samurai. Comme Ai, elle aime les samurai et les dramas historiques. Au fur et à mesure que la série progresse, elle confesse ses sentiments à Hiro et se réconcilie avec la nouvelle famille de son père. Après être retournée chez son père (Ch. 44), elle rencontre inexplicablement sa mère qui veut vivre de nouveau avec elle, mais elle refuse l'offre de sa mère. À la fin de la série, elle et Hiro commencent à sortir ensemble.
Hiro Nakamura (中村 基, Nakamura Hiro)
Voix japonaise : Yuichi Nakamura (CD Drama)
Le personnage principal masculin et l'ami d'enfance de Mao. Un homme de 24 an qui travaille en tant que programmeur. Au lycée, ses parents sont morts et il a commencé à vivre tout seul dans la maison de la famille Nakamura alors que son frère et sa sœur sont allés dans la maison de membres de leur famille (vers la fin de la série, il les convainc de venir vivre avec lui). Il invite Mao à habiter avec lui après avoir pris connaissance de sa circonstance familiale. Son rêve est de vivre sous le même toit que son frère et sa sœur. Il est protecteur et attentionné, souvent il « agît comme une mère » envers Mao et ses frères et sœur. Il a des sentiments amoureux pou Mao mais les retient à cause de leurs différences d'âge. Il est un fan des romans de Mao mais ne sait pas qu'ils sont écrits par elle ; il découvre la vérité seulement dans le chapitre 48 grâce à l'aide d'Ai. À la fin de la série, il se confesse à Mao et ils commencent à sortir ensemble ; il dit aussi qu'il voudrait qu'elle fasse partie de sa famille en devenant sa femme.
Daiki Nakamura (中村 大樹, Nakamura Daiki)
Voix japonaise : Yoshimasa Hosoya (CD Drama)
Le frère d'Hiro et d'Hina, et l'ami d'enfance de Mao, qui rejoint les cast des personnages principaux plus tard dans la série. Après la mort de ses parents, il a déménagé chez la famille de son oncle à Kobe. Il est un garçon intelligent et sérieux de 17 ans qui se transfert dans le même lycée que Mao, après avoir déménagé chez Hiro et Mao (Ch. 24). Depuis l'enfance, il a des sentiments pour Mao mais elle le voit seulement en tant qu'ami. Il travaille aussi dans le même café à thème samurai que Mao. Il aime les jeux vidéo mais il y est vraiment nul.

### Personnages secondaires
Chihiro (千尋) ou Chī-chan (ちーちゃん)
voix japonaise : Yōko Hikasa (CD Drama)
La meilleure amie enjouée et confiante de Mao. Elle est amoureuse d'Oda, avec qui elle finit par sortir, même si elle s'est d'abord faite rejeter.
Oda (織田)
voix japonaise : Hiroyuki Yoshino (CD Drama)
Le camarade de classe de Mao amoureux d'elle. Il est beau et populaire auprès des filles et a cinq sœurs. Il sort plus tard avec la meilleure amie de Mao, Chihiro.
Ai Sugimoto (杉本 愛, Sugimoto Ai)
voix japonaise : Kanae Itō (CD Drama)
La collègue d'Hiro. Elle est amoureuse d'Hiro, mais se fait rejeter quand elle lui avoue ses sentiments. Comme Mao, elle aime les samurais. Elle aime aussi lire des romans, des mangas yaoi historiques et parler avec des amis virtuels. C'est une fan des romans de Mao et ceci les rapproche et les font devenirs amies; Mao l’appelle souvent "Radical" (le pseudonyme d'Ai). A la fin de la série, elle rencontre son ami virtuel "Ruirui" qui lui avoue ses sentiments et ils commencent à sortir ensemble.

### Famille
Hina Nakamura (中村 陽菜, Nakamura Hina)
voix japonaise : Ayaka Saitō (CD Drama)
La sœur d'Hiro et de Daiki. Elle est une collégienne qui est décrite comme étant morne et réservée (similairement à Mao au début de la série). Après la mort de ses parents, elle déménage pour vivre avec sa famille à Sendai. Vers la fin de la série, Hiro la convainc de revenir vivre avec lui et Daiki ; au début, elle ne veut pas car elle pense avoir causé la fin de ses parents.
Yuzuno Hironaka
La mère biologique de Mao. Apathique et froide, elle abandonne Mao (elle avait 7 ans à l'époque) et le père de Mao après avoir décidé de marier son amant, avec qui elle trompait le père de Mao depuis plusieurs années. Vers la fin de la série (Ch. 45), elle essaie de se réconcilier avec Mao, qui refuse, comprenant comment elle a froidement abandonné son père et elle-même.
Kaitou Motomiya
voix japonaise : Tōru Ōkawa (CD Drama)
Le père de Mao. Depuis son divorce avec Yuzuno, il s'éloigne de Mao, ce qui la laisse seule ; ils pensent que Mao et Yuzuno l'ont abandonné. Le lecteur apprend qu'il aimait vraiment son ex-femme Yuzuno, mais elle le trompait depuis le début de leur mariage. il se réconcilie avec Mao vers la fin de la série.
Yui Motomiya
voix japonaise : Rina Hidaka (CD Drama)
La demi-sœur de Mao, une innocente et joyeuse élève de primaire. Au fur et à mesure que la série progresse, elle se rapproche de Mao.
Mrs. Motomiya
voix japonaise : Yurie Kobori (CD Drama)
La belle mère de Mao. Extrêmement gentille et attentionnée, elle attend patiemment que Mao l'accepte comme étant sa mère.
Mr. Nakamura
voix japonaise : Takayuki Kondō (CD Drama) père de Daiki,Hiro et Hina.
Mrs. Nakamura
voix japonaise : Sayaka Ohara (CD Drama) mère de Daiki,Hiro et Hina.
Otoha
La cousine enjoué de Daiki, Hina et Hiro. Elle vivait dans la même maison que Daiki à Kobe.
Kokoa
La cousine bavarde de Daiki, Hina et Hiro. Elle vivait dans la même maison que Hina à Sendai.

### Autres personnages
Fujita (藤田)
voix japonaise : Kenji Akabane (CD Drama)
Le collègue d'Hiro et d'Ai. Il est amoureux d'Ai.
Aoi Matsumoto (松本 蒼, Matsumoto Aoi)
L'ami de Daiki, et propriétaire du café à thème samurai.

## Liste des tomes
| no | Japonais          | Japonais          | Français          | Français          |
| no | Date de sortie    | ISBN              | Date de sortie    | ISBN              |
| -- | ----------------- | ----------------- | ----------------- | ----------------- |
| 1  | 13 septembre 2010 | 978-4-063656-22-0 | 18 janvier 2017   | 978-2-8116-3029-4 |
| 2  | 13 décembre 2010  | 978-4-063656-33-6 | 15 mars 2017      | 978-2-8116-3030-0 |
| 3  | 13 mai 2011       | 978-4-063656-51-0 | 17 mai 2017       | 978-2-8116-3031-7 |
| 4  | 13 octobre 2011   | 978-4-063656-69-5 | 5 juillet 2017    | 978-2-8116-3032-4 |
| 5  | 13 février 2012   | 978-4-063656-81-7 | 20 septembre 2017 | 978-2-811630-33-1 |
| 6  | 13 juin 2012      | 978-4-063656-94-7 |                   |                   |
| 7  | 13 novembre 2012  | 978-4-063657-12-8 |                   |                   |
| 8  | 12 avril 2013     | 978-4-063657-29-6 |                   |                   |
| 9  | 13 septembre 2013 | 978-4-063657-45-6 |                   |                   |
| 10 | 13 février 2014   | 978-4-063657-63-0 |                   |                   |
| 11 | 11 juillet 2014   | 978-4-063657-76-0 |                   |                   |
| 12 | 12 décembre 2014  | 978-4-063657-95-1 |                   |                   |
| 13 | 24 juin 2015      | 978-4-063658-23-1 |                   |                   |